# Xenobrama microlepis
Xenobrama microlepis is een straalvinnige vissensoort uit de familie van de zilvervissen (Bramidae). De wetenschappelijke naam van de soort is voor het eerst geldig gepubliceerd in 1989 door Yatsu & Nakamura.